# The Film Foundation
Pour les articles homonymes, voir The Film (homonymie).
The Film Foundation est une association à but non lucratif de restauration et de préservation de films. Elle est créée en 1990 par le réalisateur américain Martin Scorsese.

## Historique
La fondation a été créée à l'origine par le réalisateur américain Martin Scorsese, accompagné de plusieurs autres réalisateurs de renom : Francis Ford Coppola, Stanley Kubrick, George Lucas, Sydney Pollack, Robert Redford et Steven Spielberg. Ils ont été par la suite rejoints par les cinéastes Robert Altman et Clint Eastwood. Elle vise à faire prendre conscience de l'extrême nécessité de protéger et préserver les œuvres de l'histoire du cinéma. Leur intention est de servir d'intermédiaire entre les studios de cinéma et les archives à but non lucratif.
En 2007, la fondation étend ses efforts au-delà du cinéma américain, en signant un « World Cinema Project » en partenariat avec la Cinémathèque de Bologne, puis un « African Film Heritage Project » en 2017. 
À date de 2021, la fondation a œuvré à la restauration de 900 films, dont 47 issus du cinéma mondial.
En 2022, la fondation lance une plateforme de streaming pour diffuser certains des films qu'elle a contribué à restaurer.

## Films sélectionnés
En 2005, la fondation a aidé à la préservation et/ou la restauration de plus de 200 films, notamment certains grands classiques comme :
- Ève (All about Eve - 1950, Joseph L. Mankiewicz)
- Qu'elle était verte ma vallée (How green was my valley - 1941, John Ford)
- New York-Miami (It happened one night - 1932, Frank Capra)
- Le Dernier des Mohicans (The last one of the Mohicans - 1920, Clarence Brown et Maurice Tourneur)
- La Nuit du chasseur (The night of the hunter - 1955, Charles Laughton)
- Sur les quais (On the water front - 1954, Elia Kazan)
- L'Ombre d'un doute (Shadow of a doubt - 1943, Alfred Hitchcock),
- Shadows (1960, John Cassavetes)

La fondation aide également à la préservation de documents d'archives et de documentaires.